# Krzeszowice
Krzeszowice è un comune urbano-rurale polacco del distretto di Cracovia, nel voivodato della Piccola Polonia.
Ricopre una superficie di 139,37 km² e nel 2004 contava 31 339 abitanti.
Nel capoluogo si erge il Palac Potockich e la Chiesa di San Martino (Kościół św. Marcina z Tours) nella quale è una pala di Santi di Tito con l'Adorazione dei Magi databile alla metà dell'ultimo decennio del Cinquecento, già nella chiesa di San Donato de' Vecchietti a Firenze.

## Villaggi
Krzeszowice comprende i villaggi di Czerna, Dębnik, Dubie, Filipowice, Frywałd, Miękinia, Nawojowa Góra, Nowa Góra, Nowa Góra-Łany, Ostrężnica, Paczółtowice, Rudno, Sanka, Siedlec, Tenczynek, Wola Filipowska, Zalas e Żary.